# Foameix-Ornel
 Foameix-Ornel  es una población y comuna francesa, en la región de Lorena, departamento de Mosa, en el distrito de Verdún y cantón de Étain.

## Demografía
| 853 | 105 | 117 | 171 | 195 | 193 |
| Para los censos de 1962 a 1999 la población legal corresponde a la población sin duplicidades (Fuente: INSEE [Consultar]) |     |     |     |     |     |